# Élections présidentielles sous la Cinquième République dans le Cantal
Depuis l'adoption de la Constitution de la Cinquième République française en 1958, dix élections présidentielles ont eu lieu afin d'élire le président de la République au suffrage universel direct. Cette page présente les résultats de ces élections dans le Cantal.

## Synthèse des résultats du second tour
Conservateur, le Cantal vote traditionnellement plus à droite que la France. C'est en particulier le cas en 1981 et 1988 où le département a placé en tête respectivement Valéry Giscard d'Estaing (56,94 %)et Jacques Chirac (54,29 %) alors qu'au niveau national ont été élus François Mitterrand (51,76 % et 54,02 %).
| année | Répartition des exprimés | Répartition des exprimés | Participation (% des inscrits) | Blancs ou nuls (% des votants) |

| 2022 | Emmanuel Macron (56,08 %) (France : 58,55 %) | Marine Le Pen (43,92 %) (France : 41,45 %) | 77,70 % (France : 71,99 %) | 8,34 % (France : 6,23 %) |

| 2017 | Emmanuel Macron (69,83 %) (France : 66,10 %) | Marine Le Pen (30,17 %) (France : 33,90 %) | 78,47 % (France : 77,77 %) | 2,63 % (France : 2,47 %) |

| 2012 | François Hollande (51,8 %) (France : 51,64 %) | Nicolas Sarkozy (48,2 %) (France : 48,36 %) | 83,16 % (France : 80,35 %) | 2,18 % (France : 5,82 %) |

| 2007 | Nicolas Sarkozy (55,76 %) (France : 53,06 %) | Ségolène Royal (44,24 %) (France : 46,94 %) | 85,8 % (France : 83,97 %) | 1,67 % (France : 4,20 %) |

| 2002 | Jacques Chirac (88,52 %) (France : 82,21 %) | J.-M. Le Pen (11,48 %) (France : 17,79 %) | 74,75 % (France : 79,71 %) | 4,29 % (France : 3,38 %) |

| 1995 | Jacques Chirac (62,94 %) (France : 52,64 %) | Lionel Jospin (37,06 %) (France : 47,36 %) | 81,41 % (France : 78,38 %) | 2,57 % (France : 2,81 %) |

| 1988 | François Mitterrand (45,71 %) (France : 54,02 %) | Jacques Chirac (54,29 %) (France : 45,98 % %) | 82,69 % (France : 81,35 %) | 1,76 % (France : 2,00 %) |

| 1981 | François Mitterrand (43,06 %) (France : 51,76 %) | Valéry Giscard d'Estaing (56,94 %) (France : 48,24 %) | 81,17 % (France : 81,09 %) | 1,05 % (France : 1,62 %) |

| 1974 | Valéry Giscard d'Estaing (61,5 %) (France : 50,81 %) | François Mitterrand (38,5 %) (France : 49,19 %) | 81,79 % (France : 84,23 %) | 0,73 % (France : 0,92 %) |

| 1969 | Georges Pompidou (82,93 %) (France : 58,21 %) | Alain Poher (17,07 %) (France : 41,79 %) | 76,71 % (France : 77,59 %) | 0,74 % (France : 1,29 %) |

| 1965 | Charles de Gaulle (62,43 %) (France : 55,20 %) | François Mitterrand (37,57 %) (France : 44,80 %) | 78,28 % (France : 84,75 %) | 0,77 % (France : 1,01 %) |

|  | ▲ |

## Résultats détaillés par scrutin

### 2022
Arrivé en tête du premier tour, le président sortant Emmanuel Macron (27,85 %) affronte Marine Le Pen (23,15 %), un duel identique à celui du scrutin de 2017. C'est la deuxième fois qu'un second tour opposant les mêmes candidats à deux scrutins présidentiels consécutifs a lieu après ceux où se sont affrontés Valéry Giscard d'Estaing et François Mitterrand en 1974 et 1981.
En troisième position avec 21,95 % des voix, Jean-Luc Mélenchon réalise le score le plus élevé de ses trois candidatures et arrive largement en tête de la gauche, mais échoue à accéder au second tour, avec environ 400 000 voix de moins que Marine Le Pen.
Une nouvelle fois, les partis politiques traditionnels sont absents du second tour, dans des proportions encore plus importantes que lors de la précédente élection. Le Parti socialiste et Les Républicains, représentés respectivement par Anne Hidalgo et Valérie Pécresse, s'effondrent avec des scores historiquement faibles et n'atteignent pas le seuil des 5 %, condition permettant d'être remboursé des frais de campagne.
Le second tour voit Emmanuel Macron l'emporter par 58,55 % des suffrages exprimés, permettant ainsi au président sortant d'entamer un second mandat. Le septennat ayant été aboli en 2000, il devient ainsi le premier président de la République française à être réélu pour un deuxième quinquennat, le deuxième président de la Cinquième République réélu hors période de cohabitation et le quatrième président de la Cinquième République réélu.
Dans le Cantal, Emmanuel Macron arrive en tête du premier tour avec 28,42 % des exprimés, suivi de Marine Le Pen (24,48 %), Jean-Luc Mélenchon (14,69 %),Valérie Pécresse (7,93 %), Jean Lassalle (7,77%) et Éric Zemmour (5,77 %). Au second tour, les électeurs ont voté à 56,08 % pour Emmanuel Macron contre 43,92 % pour Marine Le Pen avec un taux de participation de 77,70 % des inscrits.
| Candidats                | Candidats                | Partis                   | Premier tour | Premier tour | Second tour | Second tour |
| Candidats                | Candidats                | Partis                   | Voix         | %            | Voix        | %           |
| ------------------------ | ------------------------ | ------------------------ | ------------ | ------------ | ----------- | ----------- |
|                          | Emmanuel Macron          | LREM                     | 25 038       | 28,42        | 45 015      | 56,08       |
|                          | Marine Le Pen            | RN                       | 21 570       | 24,48        | 35 261      | 43,92       |
|                          | Jean-Luc Mélenchon       | LFI                      | 12 944       | 14,69        |             |             |
|                          | Valérie Pécresse         | LR                       | 6 987        | 7,93         |             |             |
|                          | Jean Lassalle            | RES                      | 6 848        | 7,77         |             |             |
|                          | Éric Zemmour             | REC                      | 4 906        | 5,57         |             |             |
|                          | Yannick Jadot            | EELV                     | 2 751        | 3,12         |             |             |
|                          | Fabien Roussel           | PCF                      | 2 496        | 2,83         |             |             |
|                          | Anne Hidalgo             | PS                       | 1 810        | 2,05         |             |             |
|                          | Nicolas Dupont-Aignan    | DLF                      | 1 547        | 1,76         |             |             |
|                          | Philippe Poutou          | NPA                      | 650          | 0,74         |             |             |
|                          | Nathalie Arthaud         | LO                       | 555          | 0,63         |             |             |
|                          |                          |                          |              |              |             |             |
| Votes valides            | Votes valides            | Votes valides            | 88 102       | 97,11        | 80 276      | 89,27       |
| Votes blancs             | Votes blancs             | Votes blancs             | 1 803        | 1,99         | 6 739       | 7,49        |
| Votes nuls               | Votes nuls               | Votes nuls               | 821          | 0,90         | 2 911       | 3,24        |
| Total                    | Total                    | Total                    | 90 726       | 100          | 89 926      | 100         |
| Abstention               | Abstention               | Abstention               | 25 019       | 21,62        | 25 815      | 22,30       |
| Inscrits / participation | Inscrits / participation | Inscrits / participation | 115 745      | 78,38        | 115 741     | 77,70       |

### 2017
Le premier tour de l'élection présidentielle de 2017 voit s'affronter onze candidats. Emmanuel Macron arrive en tête devant Marine Le Pen et tous deux se qualifient pour le second tour. Néanmoins, avec François Fillon et Jean-Luc Mélenchon, les scores des quatre candidats ayant recueilli le plus de voix sont serrés (4,43 points entre le 1er et le 4e). Pour la première fois, aucun des candidats des deux partis politiques pourvoyeurs jusque-là des présidents de la Ve République, n'est présent au second tour. Celui-ci se tient le dimanche 7 mai et se solde par la victoire d'Emmanuel Macron, avec un total de 20 753 798 bulletins de vote en sa faveur, soit 66,10 % des suffrages exprimés, face à Marine Le Pen, qui recueille 33,90 %. Le scrutin est néanmoins marqué par une forte abstention et par un record de votes blancs ou nuls. 
Dans le Cantal, Emmanuel Macron arrive en tête du premier tour avec 26,73 % des exprimés, suivi de François Fillon (23,58 %), Marine Le Pen (18,17 %), Jean-Luc Mélenchon (15,91 %) et Benoît Hamon (5,25 %). Au second tour, les électeurs ont voté à 69,83 % pour Emmanuel Macron contre 30,17 % pour Marine Le Pen avec un taux de participation de 78,47 % des inscrits.
|             | EM          | Emmanuel Macron       | 24 477  | 26,73 %    | 55 411  | 69,83 %    |  |  |
|             | LR          | François Fillon       | 21 589  | 23,58 %    |         |            |  |  |
|             | FN          | Marine Le Pen         | 16 641  | 18,17 %    | 23 938  | 30,17 %    |  |  |
|             | LFi         | Jean-Luc Mélenchon    | 14 566  | 15,91 %    |         |            |  |  |
|             | PS          | Benoît Hamon          | 4 810   | 5,25 %     |         |            |  |  |
|             | DlF         | Nicolas Dupont-Aignan | 4 047   | 4,42 %     |         |            |  |  |
|             | RES         | Jean Lassalle         | 2 840   | 3,1 %      |         |            |  |  |
|             | NPA         | Philippe Poutou       | 1 179   | 1,29 %     |         |            |  |  |
|             | LO          | Nathalie Arthaud      | 692     | 0,76 %     |         |            |  |  |
|             | UPR         | François Asselineau   | 527     | 0,58 %     |         |            |  |  |
|             | SeP         | Jacques Cheminade     | 198     | 0,22 %     |         |            |  |  |
|             |             |                       |         |            |         |            |  |  |
|             |             |                       | Nombre  | % inscrits | Nombre  | % inscrits |  |  |
| Inscrits    | Inscrits    | Inscrits              | 117 425 |            | 117 394 |            |  |  |
| Abstentions | Abstentions | Abstentions           | 22 767  | 19,39 %    | 25 279  | 21,53 %    |  |  |
| Votants     | Votants     | Votants               | 94 658  | 80,61 %    | 92 115  | 78,47 %    |  |  |
|             |             |                       |         |            |         |            |  |  |
|             |             |                       |         | % votants  |         | % votants  |  |  |
| Blancs      | Blancs      | Blancs                | 2 113   | 2,23 %     | 9 039   | 9.81 %     |  |  |
| Nuls        | Nuls        | Nuls                  | 979     | 1,03 %     | 3 727   | 4,05 %     |  |  |
| Exprimés    | Exprimés    | Exprimés              | 91 566  | 96,73 %    | 79 349  | 86,14 %    |  |  |

### 2012
Hollande, désigné par le PS à la suite d'une primaire ouverte, devance Sarkozy dès le premier tour de l'élection présidentielle de 2012 : c'est la première fois qu'un président sortant est ainsi devancé. Au second tour, Sarkozy est battu mais par un écart plus faible qu'attendu.
Dans le Cantal, François Hollande arrive en tête du premier tour avec 30,84 % des exprimés, suivi de Nicolas Sarkozy (28,61 %), Marine Le Pen (15,12 %), François Bayrou (11,16 %) et Jean-Luc Mélenchon (8,98 %). Au second tour, les électeurs ont voté à 51,8 % pour François Hollande contre 48,2 % pour Nicolas Sarkozy avec un taux de participation de 84,22 % des inscrits.
|                | PS             | François Hollande     | 30 353  | 30,84 %    | 49 543  | 51,8 %     |  |  |
|                | UMP            | Nicolas Sarkozy       | 28 151  | 28,61 %    | 46 097  | 48,2 %     |  |  |
|                | FN             | Marine Le Pen         | 14 877  | 15,12 %    |         |            |  |  |
|                | MoDem          | François Bayrou       | 10 980  | 11,16 %    |         |            |  |  |
|                | FG             | Jean-Luc Mélenchon    | 8 836   | 8,98 %     |         |            |  |  |
|                | DLF            | Nicolas Dupont-Aignan | 1 630   | 1,66 %     |         |            |  |  |
|                | EELV           | Éva Joly              | 1 534   | 1,56 %     |         |            |  |  |
|                | NPA            | Philippe Poutou       | 1 218   | 1,24 %     |         |            |  |  |
|                | LO             | Nathalie Arthaud      | 587     | 0,6 %      |         |            |  |  |
|                | S&P            | Jacques Cheminade     | 240     | 0,24 %     |         |            |  |  |
|                |                |                       |         |            |         |            |  |  |
|                |                |                       | Nombre  | % inscrits | Nombre  | % inscrits |  |  |
| Inscrits       | Inscrits       | Inscrits              | 120 962 |            | 120 931 |            |  |  |
| Abstentions    | Abstentions    | Abstentions           | 20 366  | 16,84 %    | 19 078  | 15,78 %    |  |  |
| Votants        | Votants        | Votants               | 100 596 | 83,16 %    | 101 853 | 84,22 %    |  |  |
|                |                |                       |         |            |         |            |  |  |
|                |                |                       |         | % votants  |         | % votants  |  |  |
| Blancs ou nuls | Blancs ou nuls | Blancs ou nuls        | 2 190   | 2,18 %     | 6 213   | 6,1 %      |  |  |
| Exprimés       | Exprimés       | Exprimés              | 98 406  | 97,82 %    | 95 640  | 93,9 %     |  |  |

### 2007
Au premier tour de l'élection présidentielle de 2007, Sarkozy réussit à capter une partie des voix de Le Pen et arrive largement en tête. Royal est la première femme qualifiée pour le second tour d'une élection présidentielle. Elle est battue avec une avance de 6 points.
Dans le Cantal, Nicolas Sarkozy arrive en tête du premier tour avec 33,36 % des exprimés, suivi de Ségolène Royal (24 %), François Bayrou (20,13 %), Jean-Marie Le Pen (8,17 %) et Olivier Besancenot (3,86 %). Au second tour, les électeurs ont voté à 55,76 % pour Nicolas Sarkozy contre 44,24 % pour Ségolène Royal avec un taux de participation de 86,45 % des inscrits.
|                | UMP            | Nicolas Sarkozy      | 34 726  | 33,36 %    | 56 981  | 55,76 %    |  |  |
|                | PS             | Ségolène Royal       | 24 984  | 24 %       | 45 208  | 44,24 %    |  |  |
|                | UDF            | François Bayrou      | 20 956  | 20,13 %    |         |            |  |  |
|                | FN             | Jean-Marie Le Pen    | 8 501   | 8,17 %     |         |            |  |  |
|                | LCR            | Olivier Besancenot   | 4 022   | 3,86 %     |         |            |  |  |
|                | CPNT           | Frédéric Nihous      | 2 567   | 2,47 %     |         |            |  |  |
|                | MPF            | Philippe de Villiers | 2 122   | 2,04 %     |         |            |  |  |
|                | SE             | José Bové            | 1 583   | 1,52 %     |         |            |  |  |
|                | GPA            | Marie-George Buffet  | 1 502   | 1,44 %     |         |            |  |  |
|                | LO             | Arlette Laguiller    | 1 314   | 1,26 %     |         |            |  |  |
|                | Les Verts      | Dominique Voynet     | 1 235   | 1,19 %     |         |            |  |  |
|                | CNRSP          | Gérard Schivardi     | 573     | 0,55 %     |         |            |  |  |
|                |                |                      |         |            |         |            |  |  |
|                |                |                      | Nombre  | % inscrits | Nombre  | % inscrits |  |  |
| Inscrits       | Inscrits       | Inscrits             | 123 363 |            | 123 322 |            |  |  |
| Abstentions    | Abstentions    | Abstentions          | 17 513  | 14,2 %     | 16 704  | 13,55 %    |  |  |
| Votants        | Votants        | Votants              | 105 850 | 85,8 %     | 106 618 | 86,45 %    |  |  |
|                |                |                      |         |            |         |            |  |  |
|                |                |                      |         | % votants  |         | % votants  |  |  |
| Blancs ou nuls | Blancs ou nuls | Blancs ou nuls       | 1 765   | 1,67 %     | 4 429   | 4,15 %     |  |  |
| Exprimés       | Exprimés       | Exprimés             | 104 085 | 98,33 %    | 102 189 | 95,85 %    |  |  |

### 2002
Après cinq années de cohabitation, un duel est attendu entre Chirac et le Premier ministre Jospin lors de l'élection présidentielle de 2002, mais, à la surprise générale, ce dernier est devancé par Le Pen au premier tour. Au second tour, Chirac bénéficie du ralliement de la gauche et reçoit un score sans précédent. Il s'agit de la première élection pour un mandat de cinq ans et non plus sept.
Dans le Cantal, Jacques  Chirac arrive en tête du premier tour avec 30,87 % des exprimés, suivi de Lionel  Jospin (14,38 %), Jean-Marie  Le Pen (11,12 %), Jean  Saint-Josse (9,32 %) et François Bayrou (5,51 %). Au second tour, les électeurs ont voté à 88,52 % pour Jacques  Chirac contre 11,48 % pour Jean-Marie  Le Pen avec un taux de participation de 82,88 % des inscrits.
|                | RPR            | Jacques Chirac          | 27 351  | 30,87 %    | 86 078  | 88,52 %    |  |  |
|                | PS             | Lionel Jospin           | 12 737  | 14,38 %    |         |            |  |  |
|                | FN             | Jean-Marie Le Pen       | 9 848   | 11,12 %    | 11 168  | 11,48 %    |  |  |
|                | CPNT           | Jean Saint-Josse        | 8 257   | 9,32 %     |         |            |  |  |
|                | UDF            | François Bayrou         | 4 885   | 5,51 %     |         |            |  |  |
|                | LO             | Arlette Laguiller       | 4 456   | 5,03 %     |         |            |  |  |
|                | MC             | Jean-Pierre Chevènement | 3 918   | 4,42 %     |         |            |  |  |
|                | LCR            | Olivier Besancenot      | 3 839   | 4,33 %     |         |            |  |  |
|                | Les Verts      | Noël Mamère             | 2 935   | 3,31 %     |         |            |  |  |
|                | PC             | Robert Hue              | 2 455   | 2,77 %     |         |            |  |  |
|                | DL             | Alain Madelin           | 2 453   | 2,77 %     |         |            |  |  |
|                | MNR            | Bruno Mégret            | 1 542   | 1,74 %     |         |            |  |  |
|                | Cap21          | Corinne Lepage          | 1 423   | 1,61 %     |         |            |  |  |
|                | PRG            | Christiane Taubira      | 1 227   | 1,38 %     |         |            |  |  |
|                | FRS            | Christine Boutin        | 812     | 0,92 %     |         |            |  |  |
|                | PT             | Daniel Gluckstein       | 457     | 0,52 %     |         |            |  |  |
|                |                |                         |         |            |         |            |  |  |
|                |                |                         | Nombre  | % inscrits | Nombre  | % inscrits |  |  |
| Inscrits       | Inscrits       | Inscrits                | 123 827 |            | 123 815 |            |  |  |
| Abstentions    | Abstentions    | Abstentions             | 31 265  | 25,25 %    | 21 196  | 17,12 %    |  |  |
| Votants        | Votants        | Votants                 | 92 562  | 74,75 %    | 102 619 | 82,88 %    |  |  |
|                |                |                         |         |            |         |            |  |  |
|                |                |                         |         | % votants  |         | % votants  |  |  |
| Blancs ou nuls | Blancs ou nuls | Blancs ou nuls          | 3 967   | 4,29 %     | 5 373   | 5,24 %     |  |  |
| Exprimés       | Exprimés       | Exprimés                | 88 595  | 95,71 %    | 97 246  | 94,76 %    |  |  |

### 1995
Après une nouvelle cohabitation et alors que la droite est particulièrement divisée entre Chirac et le Premier ministre Balladur, Jospin réussit à arriver en tête au premier tour de l'élection présidentielle de 1995, malgré la très lourde défaite de la gauche aux législatives de 1993. Au second tour, il est battu par Chirac.
Dans le Cantal, Jacques Chirac arrive en tête du premier tour avec 40,98 % des exprimés, suivi de Lionel Jospin (21,03 %), Édouard Balladur (14,09 %), Jean-Marie Le Pen (7,12 %) et Robert Hue (6,84 %). Au second tour, les électeurs ont voté à 62,94 % pour Jacques Chirac contre 37,06 % pour Lionel Jospin avec un taux de participation de 84,36 % des inscrits.
|                | RPR            | Jacques Chirac       | 40 848  | 40,98 %    | 64 431  | 62,94 %    |  |  |
|                | PS             | Lionel Jospin        | 20 964  | 21,03 %    | 37 935  | 37,06 %    |  |  |
|                | RPR            | Édouard Balladur     | 14 046  | 14,09 %    |         |            |  |  |
|                | FN             | Jean-Marie Le Pen    | 7 092   | 7,12 %     |         |            |  |  |
|                | PC             | Robert Hue           | 6 816   | 6,84 %     |         |            |  |  |
|                | LO             | Arlette Laguiller    | 4 112   | 4,13 %     |         |            |  |  |
|                | MPF            | Philippe de Villiers | 3 390   | 3,4 %      |         |            |  |  |
|                | Les Verts      | Dominique Voynet     | 2 061   | 2,07 %     |         |            |  |  |
|                | S&P            | Jacques Cheminade    | 339     | 0,34 %     |         |            |  |  |
|                |                |                      |         |            |         |            |  |  |
|                |                |                      | Nombre  | % inscrits | Nombre  | % inscrits |  |  |
| Inscrits       | Inscrits       | Inscrits             | 125 662 |            | 125 641 |            |  |  |
| Abstentions    | Abstentions    | Abstentions          | 23 361  | 18,59 %    | 19 654  | 15,64 %    |  |  |
| Votants        | Votants        | Votants              | 102 301 | 81,41 %    | 105 987 | 84,36 %    |  |  |
|                |                |                      |         |            |         |            |  |  |
|                |                |                      |         | % votants  |         | % votants  |  |  |
| Blancs ou nuls | Blancs ou nuls | Blancs ou nuls       | 2 633   | 2,57 %     | 3 621   | 3,42 %     |  |  |
| Exprimés       | Exprimés       | Exprimés             | 99 668  | 97,43 %    | 102 366 | 96,58 %    |  |  |

### 1988
Après deux ans de cohabitation, Mitterrand affronte le Premier ministre Chirac lors de l'élection présidentielle de 1988. Le Pen obtient au premier tour un score jusque-là sans précédent pour un parti d'extrême droite. Au second tour, Mitterrand est facilement réélu.
Dans le Cantal, Jacques Chirac arrive en tête du premier tour avec 37,45 % des exprimés, suivi de François Mitterrand (31,79 %), Raymond Barre (11,52 %), Jean-Marie Le Pen (7,1 %) et André Lajoinie (5,68 %). Au second tour, les électeurs ont voté à 54,29 % pour Jacques Chirac contre 45,71 % pour François Mitterrand avec un taux de participation de 87,17 % des inscrits.
|                | RPR                   | Jacques Chirac      | 38 097  | 37,45 %    | 57 907  | 54,29 %    |  |  |
|                | PS                    | François Mitterrand | 32 340  | 31,79 %    | 48 754  | 45,71 %    |  |  |
|                | SE                    | Raymond Barre       | 11 723  | 11,52 %    |         |            |  |  |
|                | FN                    | Jean-Marie Le Pen   | 7 225   | 7,1 %      |         |            |  |  |
|                | PC                    | André Lajoinie      | 5 776   | 5,68 %     |         |            |  |  |
|                | Les Verts             | Antoine Waechter    | 2 487   | 2,44 %     |         |            |  |  |
|                | LO                    | Arlette Laguiller   | 1 966   | 1,93 %     |         |            |  |  |
|                | Communiste rénovateur | Pierre Juquin       | 1 850   | 1,82 %     |         |            |  |  |
|                | MPT                   | Pierre Boussel      | 273     | 0,27 %     |         |            |  |  |
|                |                       |                     |         |            |         |            |  |  |
|                |                       |                     | Nombre  | % inscrits | Nombre  | % inscrits |  |  |
| Inscrits       | Inscrits              | Inscrits            | 125 241 |            | 125 187 |            |  |  |
| Abstentions    | Abstentions           | Abstentions         | 21 678  | 17,31 %    | 16 065  | 12,83 %    |  |  |
| Votants        | Votants               | Votants             | 103 563 | 82,69 %    | 109 122 | 87,17 %    |  |  |
|                |                       |                     |         |            |         |            |  |  |
|                |                       |                     |         | % votants  |         | % votants  |  |  |
| Blancs ou nuls | Blancs ou nuls        | Blancs ou nuls      | 1 826   | 1,76 %     | 2 461   | 2,26 %     |  |  |
| Exprimés       | Exprimés              | Exprimés            | 101 737 | 98,24 %    | 106 661 | 97,74 %    |  |  |

### 1981
Lors de l'élection présidentielle de 1981, Giscard d'Estaing arrive en tête au premier tour et affronte, comme la fois précédente, Mitterrand. Pour la première fois, un président sortant est battu : Mitterrand devient le premier président de gauche de la Ve République.
Dans le Cantal, Jacques Chirac arrive en tête du premier tour avec 33,45 % des exprimés, suivi de Valéry Giscard d'Estaing (25,92 %), François Mitterrand (22,11 %), Georges Marchais (10,59 %) et Arlette Laguiller (2,17 %). Au second tour, les électeurs ont voté à 61,5 % pour Valéry Giscard d'Estaing contre 43,06 % pour François Mitterrand avec un taux de participation de 86,16 % des inscrits.
|                | RPR            | Jacques Chirac           | 33 452  | 33,45 %    |         |            |  |  |
|                | UDF            | Valéry Giscard d'Estaing | 25 924  | 25,92 %    | 59 341  | 56,94 %    |  |  |
|                | PS             | François Mitterrand      | 22 108  | 22,11 %    | 44 876  | 43,06 %    |  |  |
|                | PC             | Georges Marchais         | 10 596  | 10,59 %    |         |            |  |  |
|                | LO             | Arlette Laguiller        | 2 175   | 2,17 %     |         |            |  |  |
|                | MEP            | Brice Lalonde            | 2 142   | 2,14 %     |         |            |  |  |
|                | MRG            | Michel Crépeau           | 1 136   | 1,14 %     |         |            |  |  |
|                | Divers droite  | Marie-France Garaud      | 935     | 0,93 %     |         |            |  |  |
|                | Divers droite  | Michel Debré             | 893     | 0,89 %     |         |            |  |  |
|                | PSU            | Huguette Bouchardeau     | 652     | 0,65 %     |         |            |  |  |
|                |                |                          |         |            |         |            |  |  |
|                |                |                          | Nombre  | % inscrits | Nombre  | % inscrits |  |  |
| Inscrits       | Inscrits       | Inscrits                 | 124 516 |            | 124 443 |            |  |  |
| Abstentions    | Abstentions    | Abstentions              | 23 444  | 18,83 %    | 17 229  | 13,84 %    |  |  |
| Votants        | Votants        | Votants                  | 101 072 | 81,17 %    | 107 214 | 86,16 %    |  |  |
|                |                |                          |         |            |         |            |  |  |
|                |                |                          |         | % votants  |         | % votants  |  |  |
| Blancs ou nuls | Blancs ou nuls | Blancs ou nuls           | 1 059   | 1,05 %     | 2 997   | 2,8 %      |  |  |
| Exprimés       | Exprimés       | Exprimés                 | 100 013 | 98,95 %    | 104 217 | 97,2 %     |  |  |

### 1974
L'élection présidentielle de 1974 est une élection anticipée à la suite de la mort de Pompidou. Mitterrand, candidat unique de la gauche, est largement en tête au premier tour devant Giscard d'Estaing, qui distance lui-même Chaban-Delmas. Au terme d'une campagne animée, marquée par un débat télévisé tendu, Giscard d'Estaing l'emporte avec une très courte avance.
Dans le Cantal, Valéry Giscard d'Estaing arrive en tête du premier tour avec 46,5 % des exprimés, suivi de François Mitterrand (32,89 %), Jacques Chaban-Delmas (12,12 %), Arlette Laguiller (4,03 %) et Jean Royer (2,29 %). Au second tour, les électeurs ont voté à 61,5 % pour Valéry Giscard d'Estaing contre 38,5 % pour François Mitterrand avec un taux de participation de 86,39 % des inscrits.
|                | RI             | Valéry Giscard d'Estaing' | 42 227  | 46,5 %     | 58 761  | 61,5 %     |  |  |
|                | PS             | François Mitterrand       | 29 864  | 32,89 %    | 36 786  | 38,5 %     |  |  |
|                | UDR            | Jacques Chaban-Delmas     | 11 007  | 12,12 %    |         |            |  |  |
|                | LO             | Arlette Laguiller         | 3 657   | 4,03 %     |         |            |  |  |
|                | SE             | Jean Royer                | 2 077   | 2,29 %     |         |            |  |  |
|                | FN             | Jean-Marie Le Pen         | 543     | 0,6 %      |         |            |  |  |
|                | SE, écologiste | René Dumont               | 500     | 0,55 %     |         |            |  |  |
|                | MDSF           | Émile Muller              | 328     | 0,36 %     |         |            |  |  |
|                | FCR            | Alain Krivine             | 280     | 0,31 %     |         |            |  |  |
|                | NAR            | Bertrand Renouvin         | 173     | 0,19 %     |         |            |  |  |
|                | MFE            | Jean-Claude Sebag         | 107     | 0,12 %     |         |            |  |  |
|                |                |                           |         |            |         |            |  |  |
|                |                |                           | Nombre  | % inscrits | Nombre  | % inscrits |  |  |
| Inscrits       | Inscrits       | Inscrits                  | 111 833 |            | 111 744 |            |  |  |
| Abstentions    | Abstentions    | Abstentions               | 20 363  | 18,21 %    | 15 209  | 13,61 %    |  |  |
| Votants        | Votants        | Votants                   | 91 470  | 81,79 %    | 96 535  | 86,39 %    |  |  |
|                |                |                           |         |            |         |            |  |  |
|                |                |                           |         | % votants  |         | % votants  |  |  |
| Blancs ou nuls | Blancs ou nuls | Blancs ou nuls            | 665     | 0,73 %     | 988     | 1,02 %     |  |  |
| Exprimés       | Exprimés       | Exprimés                  | 90 805  | 99,27 %    | 95 547  | 98,98 %    |  |  |

### 1969
L'élection présidentielle de 1969 est une élection anticipée à la suite de la démission de De Gaulle. La gauche se lance désunie dans la course et, bien que Duclos (PCF) manque de le devancer, c'est le président par intérim Poher qui accède au second tour face à l'ex-Premier ministre Pompidou. Alors que Duclos refuse d'appeler à voter au second tour pour « bonnet blanc ou blanc bonnet », Pompidou est finalement largement élu.
Dans le Cantal, Georges Pompidou arrive en tête du premier tour avec 69,79 % des exprimés, suivi de Jacques Duclos (14,01 %), Alain Poher (8,9 %), Gaston Defferre (3,63 %) et Michel Rocard (2,31 %). Au second tour, les électeurs ont voté à 82,93 % pour Georges Pompidou contre 17,07 % pour Alain Poher avec un taux de participation de 74,94 % des inscrits.
|                | UDR            | Georges Pompidou | 58 645  | 69,79 %    | 64 511  | 82,93 %    |  |  |
|                | PC             | Jacques Duclos   | 11 777  | 14,01 %    |         |            |  |  |
|                | CD             | Alain Poher      | 7 477   | 8,9 %      | 13 283  | 17,07 %    |  |  |
|                | SFIO           | Gaston Defferre  | 3 053   | 3,63 %     |         |            |  |  |
|                | PSU            | Michel Rocard    | 1 944   | 2,31 %     |         |            |  |  |
|                | LC             | Alain Krivine    | 597     | 0,71 %     |         |            |  |  |
|                | SE             | Louis Ducatel    | 541     | 0,64 %     |         |            |  |  |
|                |                |                  |         |            |         |            |  |  |
|                |                |                  | Nombre  | % inscrits | Nombre  | % inscrits |  |  |
| Inscrits       | Inscrits       | Inscrits         | 110 360 |            | 110 281 |            |  |  |
| Abstentions    | Abstentions    | Abstentions      | 25 698  | 23,29 %    | 27 641  | 25,06 %    |  |  |
| Votants        | Votants        | Votants          | 84 662  | 76,71 %    | 82 640  | 74,94 %    |  |  |
|                |                |                  |         |            |         |            |  |  |
|                |                |                  |         | % votants  |         | % votants  |  |  |
| Blancs ou nuls | Blancs ou nuls | Blancs ou nuls   | 628     | 0,74 %     | 4 846   | 5,86 %     |  |  |
| Exprimés       | Exprimés       | Exprimés         | 84 034  | 99,26 %    | 77 794  | 94,14 %    |  |  |

### 1965
L'élection présidentielle de 1965 est la première élection au suffrage universel direct à la suite du référendum d'octobre 1962. De Gaulle est mis en ballottage, à la surprise générale, par Mitterrand, candidat unique de la gauche. La campagne du second tour est axée sur l'Europe et les relations internationales ainsi que sur l'armement nucléaire. De Gaulle est finalement réélu avec une large avance.
Dans le Cantal, Charles de Gaulle arrive en tête du premier tour avec 49,05 % des exprimés, suivi de François Mitterrand (25,39 %), Jean Lecanuet (18,39 %), Jean-Louis Tixier-Vignancour (4,24 %) et Pierre Marcilhacy (2,01 %). Au second tour, les électeurs ont voté à 62,43 % pour Charles de Gaulle contre 37,57 % pour François Mitterrand avec un taux de participation de 79,03 % des inscrits.
|                | UNR            | Charles de Gaulle            | 42 169  | 49,05 %    | 53 236  | 62,43 %    |  |  |
|                | CIR            | François Mitterrand          | 21 829  | 25,39 %    | 32 041  | 37,57 %    |  |  |
|                | MRP            | Jean Lecanuet                | 15 808  | 18,39 %    |         |            |  |  |
|                | SE             | Jean-Louis Tixier-Vignancour | 3 642   | 4,24 %     |         |            |  |  |
|                | PLE            | Pierre Marcilhacy            | 1 730   | 2,01 %     |         |            |  |  |
|                | SE             | Marcel Barbu                 | 793     | 0,92 %     |         |            |  |  |
|                |                |                              |         |            |         |            |  |  |
|                |                |                              | Nombre  | % inscrits | Nombre  | % inscrits |  |  |
| Inscrits       | Inscrits       | Inscrits                     | 110 678 |            | 110 618 |            |  |  |
| Abstentions    | Abstentions    | Abstentions                  | 24 039  | 21,72 %    | 23 193  | 20,97 %    |  |  |
| Votants        | Votants        | Votants                      | 86 639  | 78,28 %    | 87 425  | 79,03 %    |  |  |
|                |                |                              |         |            |         |            |  |  |
|                |                |                              |         | % votants  |         | % votants  |  |  |
| Blancs ou nuls | Blancs ou nuls | Blancs ou nuls               | 668     | 0,77 %     | 2 148   | 2,46 %     |  |  |
| Exprimés       | Exprimés       | Exprimés                     | 85 971  | 99,23 %    | 85 277  | 97,54 %    |  |  |